# Atchison Village
Atchison Village es un área no incorporada ubicada en el condado de Contra Costa en el estado estadounidense de California.

## Geografía
Atchison Village se encuentra ubicada en las coordenadas 37°56′1″N 122°22′18″O / 37.93361, -122.37167.